# 變性乙醇
變性乙醇，亦稱變性酒精（Denatured alcohol），是指加入變性劑的乙醇，主要用作工業用酒精（Industrial alcohol; Industrial spirit）。變性乙醇可以添加許多不同的變性劑，比如精油或苦味劑等，目的是方便製成非食用產品，如清潔劑、電子產品、樹脂、洗髮精、漿料等。會視乎用途來決定要加的變性劑，進口時，海關會檢驗變性劑是否符合規定，才可以放行。
變性酒精不一定有毒，要看添加的變性劑為何來決定。加苦味劑的變性酒精，主要是為了不讓人拿去製酒。苦性劑通常也是食品添加劑，常用於啤酒或是藥品等用途。
變性乙醇可用作溶剂和燃料，並可應用於工業上。由于它用途广泛，因而有因應不同用途之变性的添加劑和方法。传统上添加5%以上的甲醇，此種變性乙醇稱之為甲基化酒精（Methylated spirit）。其他的添加劑如苦味劑、異丙醇、丙酮、丁酮、甲基异丁基酮和苯甲地那铵。變性乙醇中的乙醇分子结构没有变化，但是會因為添加劑而使之不能飲用。

## 用途
变性乙醇除不能饮用外和乙醇用法相同，但饮料和某些化学反应中必须用未变性的纯净乙醇，以排除变性剂的影响。
作為一般乙醇之替代品，變性乙醇是一种相對便宜的，並可以合法生产使用的乙醇溶液，在很多场合上可以替代乙醇使用（除了飲料用途之外）。某些国家基于其公共健康政策对含有乙醇的飲料（即酒类飲品）征收高额的稅項，但成分含有乙醇的變性乙醇因不能飲用，所以很多国家不会对其徵税，使得它比一般的乙醇便宜。也因此，各国对其组成都有各自严格的规定。
在五金店買得到的變性乙醇通常會添加紫色染料及會揮發臭味的煤油以作區別，作為不能飲用之警告。

### 溶剂
生产虫胶及其产品中常用變性乙醇作为溶剂。另外因其挥发性和温和性，衣物、家具、玻璃和金属的高效清洁也可使用變性乙醇。版画印刷中还可用變性乙醇溶解松香。

### 燃料
露营炉具常用变性乙醇作为燃料，主要因为它价格低廉，易于用水扑灭，而且便于运输。變性乙醇作为炉具燃料比纯净乙醇更安全，因为乙醇的火焰几乎无色，有人从旁边经过而未加注意就可能被烧伤。

### 打磨助剂
在建筑工程中有时需要打磨木材，木材打磨完后会有木屑产生的沙粒。用变性乙醇作为打磨助剂后可以有效去除这些沙粒，乙醇蒸发后木头表面涂层会更加光滑。

## 配方
变性乙醇的各种添加剂使蒸馏等简单方法难以将其转化为乙醇。添加剂通常用甲醇，因其沸点接近乙醇，而且有毒。也常常加入吡啶。变性乙醇常用甲基紫染色。虽然变性乙醇有若干等级，但变性剂一般都相同。例如2005年英国规定“完全变性乙醇”配方如下：
完全变性乙醇必须按如下配方配制：在90体积的乙醇中加入9.5体积的甲醇或类似替代物和0.5体积的粗吡啶，所得溶液每1000升再加3.75升矿物油和1.5克有机合成染料（甲基紫）。
欧盟2013年2月达成协议，规范了完全变性乙醇的配制方法：
每100升纯乙醇中加入3升异丙醇、3升丁酮和1克苯甲地那铵。

## 消费和毒性
早期變性乙醇有毒，有人还是把它当做酒精替代品，因其中常常含有甲醇，飲用後会导致失明甚至死亡。为了避免誤飲，除了染色之外，通常會在变性乙醇中加入味道非常苦的苯甲地那铵、难闻的吡啶，和催吐剂吐根酊，而目前許多國家政府已把添加劑甲醇去除，相關資料可由當地政府的菸酒管理辦法中尋找酒精變性劑標準表即可得知。
在美国1920年至1933年的禁酒時期，联邦法律要求国内生产的工业酒精中必须加入甲醇。1926年紐約市在圣诞节和之后两天就有31人死于甲醇中毒 。
新西兰政府已从其批准的“工业酒精”中去除了甲醇。